# 議会の大抗議
議会の大抗議（ぎかいのだいこうぎ、英：Protestation）は、1621年12月18日にイングランド議会が国王ジェームズ1世に対して発した抗議のことである。

## 概略
1603年、生涯独身をつらぬき、後継者のいなかったエリザベス1世が死去し、スコットランド王ジェームズ6世がイングランド・アイルランド王位につき、ジェームズ1世と称した（イングランド・ステュアート朝のはじまり）。ジェームズ1世はコモン・ローなどイングランドの慣習を無視して王権神授説を唱え、国王の絶対性を主張してしばしば下院と対立した。国王ら宮廷の浪費や封建制の動揺が財政難を引き起こし、国王大権に属する後見権・徴発権などを放棄して議会から補助金を獲得する大契約が失敗してからは、財政は旧態依然で収入が上がらず、国王が収入のため独占権と引き換えに金を取り立てたことも議会の反感を買った。特にイングランド国教会を強く支持し、国教を強制しようとしたため、ピューリタンはじめプロテスタント諸派が反発、議会はしばしば国王に抗議した。
1621年1月に召集された議会は当初三十年戦争への不安からジェームズ1世に従順で特別税を認めたが、外交で国王と対立し独占権を批判しだした。ジェームズ1世はこれに対応すべく一部の独占権を取り上げ、独占権に関与して議会から収賄罪で弾劾されていた大法官フランシス・ベーコンを切り捨てたが、国王大権である外交に議会が干渉したことに怒り今後は国王大権に干渉しないように命令した。対する議会は王に対して大抗議を発表、「国政を審議する議会の権利は、イギリス臣民の古い疑うべからざる生得権であり遺産である」と主張して下院日誌に書き込もうとしたが、更に腹を立てたジェームズ1世により抗議を書いた日誌のページは引き裂かれ議会も解散された。抗議の首謀者としてエドワード・コーク、ジョン・ピムらも逮捕・投獄された。